# Ryan van Poederooyen
Ryan Joost van Poederooyen (ur. 13 listopada 1972 w Vancouver) – kanadyjski perkusista, znany przede wszystkim ze współpracy z wokalistą i multiinstrumentalistą Devinem Townsendem. Jest także członkiem zespołów Non-Human Level i Terror Syndrome. Współpracował ponadto m.in. z takimi zespołami jak: God Awakens Petrified, Lalu, The Devin Townsend Band i Delight.
Ryan van Poederooyen jest endorserem instrumentów firm Sonor i Sabian. Muzyk używa także pałeczek perkusyjnych Regal Tip. Wcześniej grał na instrumentach firmy Pearl. Nigdy nie pobierał lekcji gry na perkusji, wśród inspiracji wymienił m.in. takich muzyków jak Neil Peart, Tim Alexander, Tomas Haake, czy Gavin Harrison.

## Wybrana dyskografia
| - The Devin Townsend Band – Accelerated Evolution (2003, HevyDevy) - Lalu – Oniric Metal (2005, Lion Music) - Non-Human Level – Non-Human Level (2005, Listenable) - Darkest Hour – Undoing Ruin (2005, Victory Records) - The Devin Townsend Band – Synchestra (2006, HevyDevy) - Delight – Breaking Ground (2007, Roadrunner) - Devin Townsend Project – Addicted (2009, HevyDevy) |  | - Devin Townsend Project – Deconstruction (2011, HevyDevy) - Devin Townsend Project – Ghost (2011, HevyDevy) - Devin Townsend Project – Epicloud (2012, HevyDevy) - Devin Townsend Presents – The Retinal Circus (2013, InsideOut) - Devin Townsend Project – Z² (2014, HevyDevy) - Devin Townsend Presents – Ziltoid. Live at the Royal Albert Hall (2015, InsideOut) - Devin Townsend Project – Transcendence (2016, HevyDevy) |